# Pobitite kamăni
Pobitite kamăni este o arie protejată (arie specială de conservare — SAC, sit de importanță comunitară — SCI) din Bulgaria întinsă pe o suprafață de 231,17 ha, integral pe uscat.

## Localizare
Centrul sitului Pobitite kamăni este situat la coordonatele 43°15′02″N 27°41′50″E / 43.2506°N 27.6971°E.

## Înființare
Situl Pobitite kamăni a fost declarat sit de importanță comunitară în martie 2007 pentru a proteja 8 specii de animale. Situl a fost protejat și ca arie specială de conservare în decembrie 2020.

## Biodiversitate
Situată în ecoregiunile Marea Neagră și continentală, aria protejată conține 3 habitate naturale: Pajiști carstice calcaroase sau bazofile, de Alysso-Sedion albi, Stepe ponto-sarmatice, Pante stâncoase calcaroase cu vegetație casmofită.
La baza desemnării sitului se află mai multe specii protejate:
- amfibieni (1): Triturus karelinii
- mamifere (2): popândău (Spermophilus citellus), dihor pătat (Vormela peregusna)
- nevertebrate (2): Euplagia quadripunctaria, rădașcă (Lucanus cervus)
- reptile (3): Elaphe sauromates, Testudo graeca, țestoasă bănățeană (Testudo hermanni)

Pe lângă speciile protejate, pe teritoriul sitului au mai fost identificate 13 specii de plante, 2 specii de amfibieni, 5 specii de mamifere, 5 specii de nevertebrate, 6 specii de reptile.